# Athol (Massachusetts)
Pour les articles homonymes, voir Athol.
Athol est une ville du comté de Worcester au Massachusetts, aux États-Unis.

## Géographie
Selon le Bureau du recensement des États-Unis, la ville a une superficie totale de 33,4 miles carrés (86,5 km2), dont 32,6 miles carrés (84,4 km2) de terre et 0,8 mile carré (2,1 km2) (2,46%) d'eau. La ville est principalement drainée par la rivière Millers, qui traverse le centre-ville du nord-est à l'ouest, en direction de la rivière Connecticut. La rivière Tully se jette dans la rivière Millers à l'intérieur de la ville, et de nombreux autres cours d'eau traversent la ville. Des parties du lac Tully et du lac Rohunta se trouvent dans la ville, tout comme le lac Ellis et plusieurs autres petits étangs. Le sol d'Athol est rugueux et pierreux, et le terrain est boisé et vallonné, avec des altitudes allant de 150 m au bord de la rivière Millers à 391 m au sommet de Pratt Hill, près de la forêt de Bearsden. Une grande partie de la zone de gestion de la faune de la rivière Millers se trouve dans la ville, ainsi qu'une petite partie de la forêt d'État de Petersham.
Athol se trouve à l'extrémité ouest du comté de Worcester, avec le comté de Franklin à l'ouest. Elle est bordée par  Royalston au nord,  Phillipston à l'est,  Petersham au sud,  New Salem au sud-ouest et Orange à l'ouest. Depuis son centre-ville, Athol se trouve à 37 km à l'est de Greenfield, à 40 km à l'ouest de Fitchburg, à 56 km au nord-ouest de Worcester et à 108 km à l'ouest-nord-ouest de Boston. La grande majorité de la population est installée autour du centre-ville, le reste de la ville étant relativement peu peuplé.

## Histoire
Initialement appelée Pequoiag lors de sa colonisation par les Amérindiens, la région a ensuite été colonisée par cinq familles en septembre 1735. Lorsque le canton a été constitué en société en 1762, le nom a été changé en Athol. John Murray, l'un des propriétaires des terres, a choisi ce nom qui, selon la tradition, signifie «  nouvelle Irlande », bien que certains, dont l'historien James E. Fraser, contestent cette définition.
Les premiers habitants vivaient de l'agriculture et de la chasse. En 1791, Athol possédait quatre moulins à grains, six scieries, un moulin à foulon et un atelier avec un marteau-pilon, tous fonctionnant à l'énergie hydraulique. L'usine de coton d'Athol, construite en 1811, fut l'une des premières industries à desservir un marché au-delà du marché local. Au cours des années 1800, les industries du textile, du cuir, du bois et du métal ont élargi le marché des biens produits à Athol. La construction du Vermont and Massachusetts Railroad dans les années 1840 a favorisé une telle croissance industrielle qu'une deuxième ligne reliant Athol et Springfield a été construite en 1870. La construction du Fitchburg Railroad, une ligne est-ouest, a traversé Athol en 1879, en direction du Hoosac Tunnel et des Berkshires.
La Athol Machine Company a été créée en 1868 afin de fabriquer une machine à hacher inventée par Laroy S. Starrett. En 1881, M. Starrett a créé la L. S. Starrett Company, connue pour la fabrication d'outils de précision de qualité. L'entreprise reste à ce jour le plus gros employeur de la ville, et Athol mérite bien son surnom de « ville des outils ».
Au fur et à mesure que les industries se développaient le long de la vallée de la rivière, les maisons et les magasins se sont développés autour de la commune située sur la colline au sud-est des usines. Cette zone, aujourd'hui appelée Uptown, était l'emplacement de la première banque. Les premières lignes de trolley, établies en 1894, allaient d'Athol à Orange, et d'autres lignes ont rapidement fourni un transport efficace vers les zones environnantes. Grâce au développement de l'industrie, du commerce et des transports, Athol était le centre d'activité de toute la région au début du XXe siècle.
Dans les années 1930, les lignes de trolley ont été fermées en raison de l'utilisation accrue des voitures privées, des services de bus et d'une conjoncture économique généralement difficile. Lorsque quatre villes de la vallée de la rivière Swift ont été inondées pour créer le Quabbin Reservoir, la ligne de chemin de fer de Springfield a dû être abandonnée. En conséquence, la croissance d'Athol s'est stabilisée, le commerce devenant de plus en plus dépendant du réseau autoroutier interétatique. La population a atteint un pic de 12 186 habitants en 1955.
Le contournement d'Athol par la Massachusetts Route 2 (en) a été réalisé dans les années 1950, limitant encore davantage l'accès direct au quartier des affaires du centre-ville. Les années suivantes ont été marquées par un déclin de la population, qui est tombée à 10 634 habitants en 1980. Cependant, la population d'Athol a augmenté progressivement depuis cette époque.

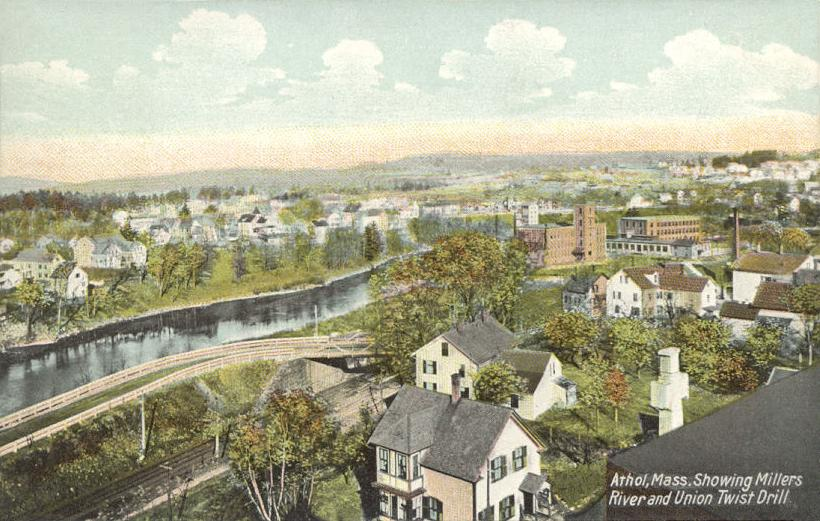
En 1908
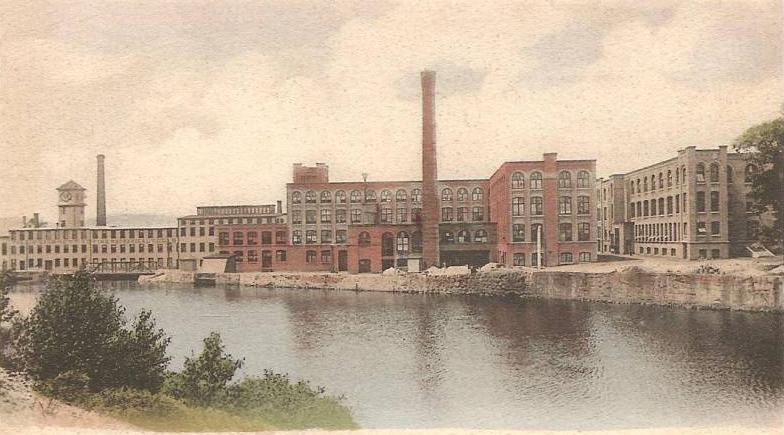
L. S. Starrett Co. en 1905
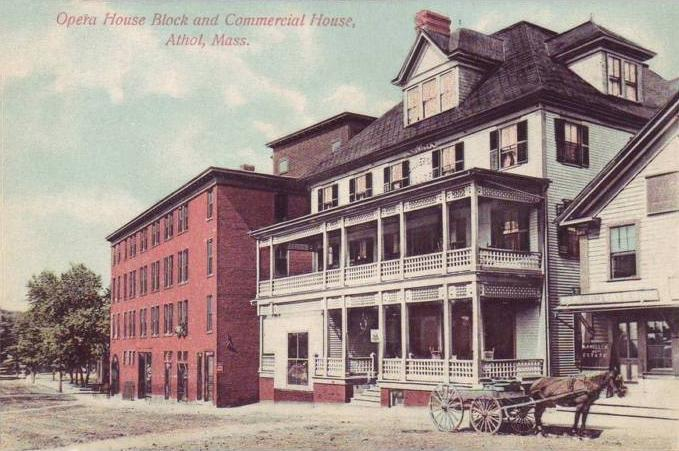
Opera House c. 1906
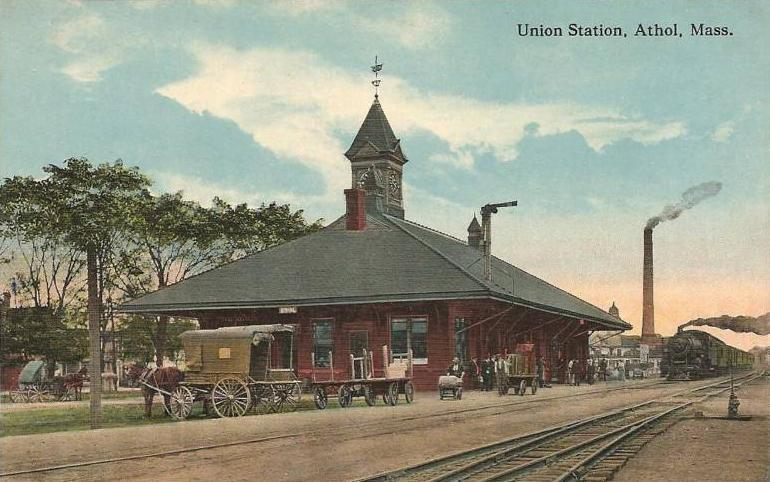
Union Station c. 1912